# Thomas Martin (Paläontologe)
Thomas Martin (* 22. Mai 1960 in Darmstadt) ist ein deutscher Paläontologe.
Martin studierte Geologie und Paläontologie an der Johannes Gutenberg-Universität Mainz und der Eberhard Karls Universität Tübingen (Diplom 1987) und promovierte an der Rheinischen Friedrich-Wilhelms-Universität Bonn (1991) bei Wighart von Koenigswald über die Schmelzmikrostruktur der Zähne von fossilen Nagetieren (Hystricognathi). 1992/93 war er als Post-Doktorand am Institut des Sciences de l´Evolution der Universität Montpellier. Die Habilitation über die Dryolestidae aus dem oberen Jura von Portugal folgte an der Freien Universität Berlin (1997), an der er seit 1991 wissenschaftlicher Mitarbeiter bei Bernard Krebs war. 1997/98 war er wissenschaftlicher Mitarbeiter an der Philipps-Universität Marburg.
Martin wurde 2003 außerplanmäßiger Professor an der FU Berlin. Nach Forschungsaufenthalten in New York (1999 als Gastwissenschaftler am American Museum of Natural History) und Pittsburgh (2004/2005 als Max Kade Fellow am Carnegie Museum of Natural History) wurde er zunächst Sektionsleiter für Mammalogie am Forschungsinstitut Senckenberg in Frankfurt/Main (2005). 2006 wechselte er auf den Lehrstuhl für Paläontologie an der Universität Bonn an das Steinmann-Institut für Geologie, Mineralogie und Paläontologie. Damit trat er die Nachfolge seines Doktorvaters Wighart von Koenigswald an.
Schwerpunkte der Arbeit Martins bilden die Mikrostruktur des Zahnschmelzes und die Evolution mesozoischer Säugetiere. Er arbeitete zusammen mit Bernard Krebs die reiche jurassische Fundstelle Guimarota (Portugal) auf. Martin benannte und beschrieb mehrere frühe Säugetiere (z. B. Asfaltomylos aus Argentinien oder Spinolestes aus Spanien).
In jüngster Zeit grub er im Junggar-Becken im autonomen Gebiet Xinjiang in Nordwest-China (obere Jura, Qigu Formation), im südlichen Patagonien (Kreidezeit) und Berezovsk in West-Sibirien (mittlere Kreidezeit).
Seit 1996 ist er Mitherausgeber des Journal of Mammalian Evolution.
1993 erhielt er den Förderpreis der Deutschen Gesellschaft für Säugetierkunde. 1999 bis 2004 war er Heisenberg-Stipendiat der DFG. Er ist Vizepräsident der Paläontologischen Gesellschaft.

## Schriften
als Autor
- Early rodent incisor enamel evolution: phylogenetic implications. In: Journal of Mammalian Evolution. Bd. 1, Nr. 4, 1993, S. 227–254, doi:10.1007/BF01041665.
- Incisor schmelzmuster diversity in South America´s oldest rodent fauna and early caviomorph history. In: Journal of Mammalian Evolution. Bd. 12, Nr. 3/4, 2005, S. 405–417, doi:10.1007/BF01041665.
- Early mammalian evolutionary experiments. In: Science. Bd. 311, Nr. 5764, 2006, S. 1109–1110, doi:10.1126/science.1124294.
- mit Alexander O. Averianov: A previously unrecognized group of Middle Jurassic triconodontan mammals from Central Asia. In: Die Naturwissenschaften. Bd. 94, Nr. 1, 2007, S. 43–48, doi:10.1007/s00114-006-0155-5.
- mit Irina Ruf: On the mammalian ear. In: Science. Bd. 326, Nr. 5950, 2009, S. 243–244, doi:10.1126/science.1181131.
- mit Ge Sun, Volker Mosbrugger (Hrsg.): Triassic-Jurassic biodiversity, ecosystems, and climate in the Junggar Basin, Xinjiang, Northwert China. In: Palaeobiodiversity and Palaeoenvironments. Bd. 90, Nr. 3, 2010, S. 171–319, doi:10.1007/s12549-010-0035-z.

als Herausgeber
- mit Bernard Krebs (Hrsg.): Guimarota. A Jurassic Ecosystem. Pfeil, München 2000, ISBN 3-931516-80-6.
- mit Wighart von Koenigswald, Gudrun Radtke und Jes Rust (Hrsg.): Paläontologie. 100 Jahre Paläontologische Gesellschaft. Pfeil, München 2012